# Kalimba de Luna
Kalimba de Luna est une chanson de Tony Esposito, sortie en single en 1984. Elle est reprise la même année par plusieurs artistes : Boney M., Dalida et Pepe Goes to Cuba.

## Classements hebdomadaires
| Classement (1984)                 | Meilleure position |
| --------------------------------- | ------------------ |
| Allemagne (GfK Entertainment)     | 24                 |
| Autriche (Ö3 Austria Top 40)      | 12                 |
| Europe (European Hot 100 Singles) | 65                 |
| Italie (Musica e dischi)          | 5                  |
| Suisse (Schweizer Hitparade)      | 6                  |

## Reprise de Boney M.
Le groupe allemand Boney M. reprend Kalimba de Luna en 1984. La chanson marque une baisse de popularité dans la carrière du groupe, avec des ventes plus modérées que leurs précédents singles.

### Classements hebdomadaires
| Classement (1984–1985)                 | Meilleure position |
| -------------------------------------- | ------------------ |
| Allemagne (GfK Entertainment)          | 16                 |
| Autriche (Ö3 Austria Top 40)           | 11                 |
| Belgique (Flandre Ultratop 50 Singles) | 15                 |
| Espagne (AFYVE)                        | 5                  |
| États-Unis (Hot Dance/Disco)           | 49                 |
| Europe (European Hot 100 Singles)      | 11                 |
| France (SNEP)                          | 6                  |
| Pays-Bas (Nederlandse Top 40)          | 27                 |
| Pays-Bas (Single Top 100)              | 20                 |
| Suisse (Schweizer Hitparade)           | 23                 |

### Classements annuels
| Classement (1984)              | Position |
| ------------------------------ | -------- |
| Belgique (Flandre Ultratop 50) | 79       |
| France (SNEP)                  | 10       |

## Autres reprises
En 1984, Kalimba de Luna est reprise par Pepe Goes to Cuba, dont la version a atteint la 34e place du hit-parade allemand. La même année, la chanson est reprise par Dalida,.